# Operación Mersad

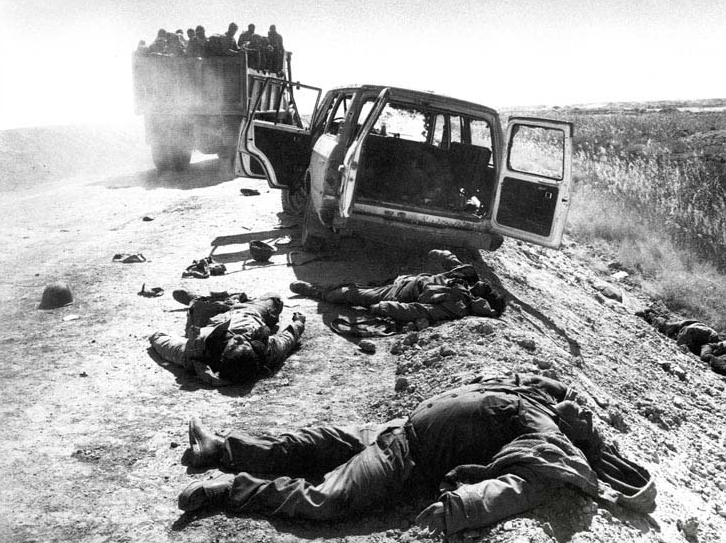
Mujahedin was killed in Operation Mersad by Pasdaran in Kermanshah at 1988

La Operación Mersad fue el nombre puesto por el gobierno de Irán a su contraataque sucesivo, en julio de 1988, contra una incursión militar, desde Irak, de 7000 miembros de la Organización de los muyahidines del pueblo iraní (OMPI, también llamada Muyahedin-e-Khalq), armados, equipados y con apoyo aéreo del Irak de Sadam Huseín. La operación que duró del 26 al 30 de julio y fue la última operación militar de cierto significado de la guerra entre Irán e Irak. 

## Preludio
Después de 8 años de sangrienta duración la contienda estaba llegando a su fin bajo la Resolución 598 del Consejo de Seguridad de las Naciones Unidas, del 20 de julio de 1987. Por esto Irak apoyó el ataque para presionar a Irán a entrar en una resolución favorable. El Muyahidin bajo su líder Masud Rajavi quería lanzar una ofensiva para causar una rebelión general contra el gobierno islámico del Ayatolá Jomeini. Rajavi quería liderar al Muyahidin con ayuda iraquí en un ataque a las fronteras occidentales de Irán.

## Eventos
Bajo el nombre código Foroughe Javidan (Resplandor Eterno en idioma persa), el Muyahidin comenzó su operación 10 días después que el gobierno iraní aceptara la Resolución 598 de la ONU. Cuando las fuerzas iraquíes atacaron la provincia de Juzestán, el Muyahidin atacó el oeste de Irán y combatió a los Cuerpos de la Guardia Revolucionaria Islámica (CGRI) por Kermanshah. El cierre de la ayuda aérea de Irak contribuyó a las pequeñas ganancias que el MEK hizo dentro de Irán, incluyendo la toma de la pequeña ciudad iraní de Islamabad-e Gharb.
Aunque, bajo fuerte presión internacional para terminar la guerra, Sadam Huseín retiró sus aviones de combate. Sin la cobertura aérea el Muyahidin no podía parar a las tropas aerotransportadas iraníes que aterrizaron detrás de las líneas muyahidines. La operación finalizó en un desastre para el Muyahidin. Las bajas de estos oscilan de 2000 a 10 000. Teherán afirma haber matado a 4500 MEK y tropas iraquíes durante la operación, e insiste haber perdido a 400 soldados iraníes.

## Consecuencias
En parte como una respuesta a la Operación Mersad, Irán sistemáticamente ejecutó a cientos de presos políticos en todo el país, muchos eran miembros del MEK pero también miembros del Partido Tudeh y otros grupos de oposición.
Las estimaciones para el número de ejecuciones varían de alrededor de 1400 a 30 000.